# 941 Murray
941 Murray este un asteroid din centura principală, descoperit pe 10 octombrie 1920, de Johann Palisa.